# Port lotniczy Batken
Port lotniczy Batken – port lotniczy zlokalizowany w Batkenie, w Kirgistanie, w obwodzie batkeńskim.